# Siren (Wisconsin)
Siren é uma vila localizada no estado norte-americano de Wisconsin, no Condado de Burnett.

## Demografia
Segundo o censo norte-americano de 2000, a sua população era de 988 habitantes.
Em 2006, foi estimada uma população de 860, um decréscimo de 128 (-13.0%).

## Geografia
De acordo com o United States Census Bureau tem uma área de
3,0 km², dos quais 2,9 km² cobertos por terra e 0,1 km² cobertos por água.

## Localidades na vizinhança
O diagrama seguinte representa as localidades num raio de 32 km ao redor de Siren.